# 周最
周最（？—？），战国人，又作周冣、周聚，西周国的公子，战国时期纵横家。

## 生平
活动时期为周慎靓王和周赧王初期。谋立太子没有成功。后来作为西周国、东周国、魏国、齐国的相国，往来于秦国、齐国、魏国、楚国、韩国，为纵横家，他主张合纵、反对连横，来保存周王室。